# Abe Szada
Abe Szada (阿部 定 Abe Sada, 1905. május 28. – 1992 után) japán nő, aki úgynevezett erotikus fojtogatást hajtott végre szeretőjén, Isida Kicsizón 1936. május 18-án, majd levágta a férfi péniszét és heréit, amiket később a táskájában hordozgatott. Az eset nemzeti szenzációvá vált Japánban.

## Családi háttér
Egy felső középosztálybeli család hetedik gyermekeként született, a tokiói Kandában. Szülei tatamikészítésből éltek. A nyolc gyerekből, csak négyen érték el a felnőttkort, akik közül Szada volt a legfiatalabb. Szada édesapja (Abe Sigejosi) eredetileg Csiba prefektúrából származott. A család adoptálta, hogy segítsen a vállalkozásban, amit végül meg is örökölt. 52 éves korában (Szada születésekor), a rendőrség „becsületes és egyenes" embernek nevezte, akinek semmilyen nyilvánvaló bűne, sem pedig bármiféle konfliktusa nem volt a törvénnyel, szintúgy feleségének (Abe Kacu). Ismerősei közül néhányan azonban egocentrikusnak jellemezték, extravagáns ízlésével.
Bátyja (Sintaro) nőcsábászként volt ismert, majd házassága után lelépett szülei pénzével. Nővérének (Teruko) szintén számtalan szeretője volt. Apja büntetésként eladta egy bordélyháznak, majd rövid időn belül vissza is vásárolta. Múltja ellenére ő is megházasodott.

## Életének korai szakasza
A legfiatalabb túlélő gyermek révén anyja mindent megengedett neki. Bátorította Szadát, hogy tanuljon énekelni és samiszenen játszani, amelyek abban az időben leginkább a gésákkal és prostituáltakkal álltak szoros kapcsolatban, mintsem a klasszikus művészettel. Akkoriban a gésák ragyogó hírességeknek számítottak, s ezt az elképzelést követve Szada zeneórái miatt hanyagolta az iskolát és divatosan kezdte magát sminkelni. A testvérei által okozott egyre növekvő nyomás miatt, Szadát gyakran elküldték otthonról egyedül. Hamar odacsapódott egy hozzá hasonló független fiatal csoporthoz. 15 éves korában a csoport egyik tagja megerőszakolta, és bár a családja védte és támogatta őt, nehezen kezelhető tinédzserré vált. Miután egyre felelőtlenebb és kontrollálhatatlanabb lett, szülei eladták őt Jokohamába gésának 1922-ben, remélve, hogy megtalálja helyét a társadalomban. Legidősebb nővére (Abe Toku) is tanúsította, hogy Szada gésa akart lenni. Szada szerint azonban az apja tette gésává büntetésként promiszkuitása miatt.
Szada számára a gésa világ kiábrándítónak bizonyult. 5 éven keresztül dolgozott ebben a minőségben és végül szifiliszes lett. Mivel ez rendszeres fizikai kivizsgálással járt, úgy döntött, hogy a jobban fizető legális prostitúció szakmában dolgozik tovább.

## 1930-as évek eleje
Oszaka híres Tosiba bordélyháznegyedében kezdett dolgozni prostituáltként, azonban hamar hírnévre tett szert, mint bajkeverő. Pénzt lopott klienseitől, és számtalanszor próbálta elhagyni a bordélyházat. Két évvel később sikerült elmenekülnie ebből a rendszerből, és elkezdett pincérnőként dolgozni. Mivel a fizetésével nem volt megelégedve, 1932-ben ismét prostituáltként dolgozott engedély nélkül egy oszakai bordélyházban. 1933 januárjában édesanyja meghalt, Szada elutazott Tokióba, hogy meglátogassa apját és a sírt. Belépett ott egy prostitúciós piacba, és életében először szerető lett belőle. 1934 januárjában apja súlyos beteg lett, Szada 10 napig ápolta, míg el nem hunyt.
1934 októberében egy rendőrségi rajtaütésen letartóztatták az akkori munkahelyén. Kinnószke Kaszahara jóvoltából, aki a bordély tulajdonos jó kapcsolatokkal rendelkező barátja volt, elintézték, hogy szabadon bocsássák. Kinnószke elkezdett vonzódni a nőhöz, és miután kiderült, hogy nincs adóssága Szada beleegyezésével a szeretőjévé tette. 1934. december 20-ától házat és jövedelmet biztosított neki. A vallomásában Kaszahara így szolt, "nagyon erőteljes személyiség volt. Sosem volt megelégedve hacsak nem csináltuk kétszer, háromszor, vagy négyszer egy este. Elfogadhatatlan volt számára, ha nem volt a kezem egész éjjel az intim testrészein... Eleinte csodás volt, de egy pár héttel később kezdtem kimerült lenni." Mikor Szada megemlítette Kaszaharának, hogy hagyja el a feleségét és vegye el őt, a férfi visszautasította. Ezután megkérte, hogy had legyen egy másik szeretője is, amit szintén elutasított. Mindezek után a kapcsolatuk véget ért, és – hogy elmeneküljön tőle – Szada Nagojába ment. Kaszahara egy dühös megjegyzéssel zárta a tanúvallomását, "Ő egy ribanc, egy kurva. Azok után, amiket tett nyilvánvaló, hogy egy olyan nő, akitől a férfiaknak félniük kéne." Hasonlóan emlékezett vissza Szada a férfira, "Sosem szeretett, és úgy kezelt, mint egy állatot."
1935-ben Nagojában ismét el akarta hagyni a szexipart, és felszolgáló lett egy étteremben. Rövid időn belül romantikus kapcsolatba került az étterem egyik vendégével Omija Goroval, (professzor és bankár) aki arra törekedett, hogy tagja legyen a Japán országgyűlésnek. Mivel az étterem nem tolerálta volna, ha egy alkalmazott szexuális kapcsolatot létesít egy vendéggel, és amúgy is megunta Nagoját, visszatért Tokióba júniusban. Omija Tokióban találkozott Szadával, és miután rájött, hogy a múltban szifiliszes volt, fizetett neki, hogy maradjon Kuszacu egyik melegvizes üdülőjében novembertől a következő év januárjáig. Azt javasolta a nőnek, hogy nyisson egy kis éttermet, amivel pénzügyileg függetleníthetné magát, továbbá azt ajánlotta, hogy kezdjen el tanulóként dolgozni az éttermi szakmában.

## Kapcsolata Isida Kicsizóval
1936. február 1-jén tanoncként kezdett el dolgozni Josidajában, Tokióban. Az intézmény tulajdonosa, az akkoriban 42 éves Isida Kicsizo – angolna ételekre specializálódott étteremben – szintén tanoncként kezdve küzdötte fel magát az üzleti életbe. 1920-ban nyitotta meg Josidaját a tokiói Nakano szomszédságban. Isida igazi nőcsábászként volt ismert, Szada munkába állását követően nem sokkal el is kezdett a nő felé közeledni. Miután Omija sosem tudta igazán szexuálisan kielégíteni Szadát, engedett Isida érzelmeinek. Április közepétől meg is kezdődött kapcsolatuk. 1936. április 23-án előre megbeszélt találkozót tartottak egy teaházban, vagy macsiaiban – ami ma megegyezik egy love hotellel – Sibuja szomszédságában. A tervezett rövid "szórakozás" helyett négy napig maradtak ágyban. Az április 27-ei éjszakán átmentek egy másik teaházba Futako Tamagava távoli szomszédságába, ahol folytatták az ivászatot és szexet esténként, gésa éneklés kíséretében, nem zavartatva magukat akkor sem, ha egy felszolgáló lépett a szobába. Következő állomásuk Ogu szomszédsága volt, Isida vissza sem tért az étterembe egészen 1936 május 8-a reggeléig, 2 hét távollétet követően.
Isidáról Szada később így beszélt "nehéz elmondani pontosan, mi is volt olyan jó Isidában. De a külsejéről, hozzáállásáról, szeretői képességeiről, és ahogyan kinyilvánította az érzelmeit, lehetetlenség volt bármi rosszat is mondani. Sosem találkoztam még egy ilyen szexi férfival."
A kéthetes találkozó végén Szada egyre feldúltabb lett, és mértéktelen ivászatba kezdett. Azt állította Isidával végre megtalálta az igaz szerelmet, és a tudat, hogy Isida visszatér a feleségéhez egyre féltékenyebbé tette. Isida halála előtt 1 héttel kezdte el Szada fontolgatni a férfi meggyilkolását. 1936. május 9-én részt vett egy előadáson, amiben egy gésa megöli a szeretőjét egy hatalmas késsel. Ezután eldöntötte, hogy következő találkozójukon ugyanígy egy késsel fogja megfenyegetni a férfit. Május 11-én zálogba adta néhány ruháját, és a pénzből szusit vett és egy konyhakést. Később így fogalmazott az Isidával való találkozásukról "előhúztam a kést és megfenyegettem Isidát, ahogyan az előadáson láttam" – mondja –, "Kicsi csak azért viselted azt a kimonót, hogy örömet szerezz az egyik kedvenc vendégednek. Te szemét ezért megöllek." Isida meglepődött és arrébb húzódott kicsit, de úgy tűnt elégedett volt mind ezzel...

## "Abe Szada incidens"
Isida és Szada visszatértek Oguba, ahol a férfi haláláig maradtak. Szeretkezésük közben Szada hozzáérintette Isida péniszéhez a kést, majd azt mondta tesz róla, hogy ne tudjon más nőkkel játszadozni. Isida ezen felnevetett. A két éjszakán át tartó heves szexben Szada elkezdte fojtogatni Isidát, aki kérte a nőt, hogy folytassa, mondván ez fokozza az élvezetet. Szada ugyanúgy engedte a férfinak is, hogy ezt tegye vele. 1936. május 16. éjjelén Szada az obi övét használta, hogy elállítsa Isida lélegzetét orgazmus közben, melyet mindketten élveztek. Még két óráig folytatták így, majd miután végre abbahagyta, Isida arca elkezdett eltorzulni, és nem tért vissza az eredeti kinézetéhez. Isida bevett 30 db nyugtatót, (Calmotion) hogy enyhítse a fájdalmat. Szada szerint mikor Isida szenderedni kezdett ezt mondta "miközben alszok te újra a nyakam köré fogod tekerni az övet igaz...ha elkezdesz fojtani ne hagyd abba, így is úgy is fájdalmas" Szada megjegyezte, kíváncsi volt, hogy vajon a férfi valójában azt akarta-e, hogy megölje őt, de jobban belegondolva úgy döntött csak viccelt.
1936. május 18-án hajnali 2 óra tájékán Isida már aludt. Abe rátekerte a nyakára az övét és végül halálra fojtotta őt. Később így nyilatkozott "miután megöltem Isidát teljesen nyugodtnak éreztem magam, olyan volt, mintha egy hatalmas teher esett volna le a vállamról." Néhány óráig még a halott testen heverészett, majd levágta a férfi nemzőszerveit a késsel, becsomagolta egy magazin borítójába, és magánál tartotta, míg le nem tartóztatták 3 nappal később. Isida bal combjára és a lepedőre írta vérével, hogy Sada Kichi Futari-kiri (Szada, Kicsi együtt), aztán a férfi bal karjába véste nevének karakterét. Miután feladta rá az alsóneműjét, 8 óra fele elhagyta a szállót, és megkérte az ott dolgozókat, ne zavarják Isidát.
Ezek után elment, hogy előző szeretőjével, Goro Omijával találkozzon. Folyamatosan a bocsánatát kérte, ám Omija, mivel fogalma sem volt a gyilkosságról, azt hitte a bocsánatkérés annak szólt, hogy másik szeretője lett. A valódi ok az volt azonban, hogy Szada tudta ezzel az incidenssel a férfi politikai karrierjét is tönkretette. Miután megtalálták a holttestet nyomozás indult Szada ellen, aki eltűnt. Május 19-én az újságok felkarolták a történteket. Omija karrierje romokba dőlt, és innentől Szada élete egy intenzív, nyilvános, és részletes kivizsgálás alá került.

## Abe Szada pánik
Az eset azonnal nemzetközi szenzációt okozott. Az ezt követő őrjöngő kutatást "Abe Szada pániknak" nevezték el. Különböző városokból kapott a rendőrség híreket, hogy látták Szadát ott. Az egyik hamis bejelentés, majdnem egy eszeveszett menekülést okozott Ginzában, aminek következtében egy hatalmas közlekedési dugó jött létre.
1936. május 19-én Szada vásárolni ment, majd megnézett egy filmet. Álnevet használva egy fogadóban maradt Sinagavában május 20-án, ahol megivott három üveg sört, és kért egy masszázst. Még ezen a napon írt egy búcsúlevelet Omijának, egy barátjának és Isidának. Azt tervezte, a gyilkosság után egy héttel öngyilkos lesz, addig pedig gyakorolta a nekrofilizmust. "Gyengéd szálak fűztek Isida péniszéhez, és azt gondoltam, csak azután halhatok meg, hogy halkan elbúcsúztam tőle. Kicsomagoltam, majd hosszasan bámultam nemi szerveit, bevettem a számba a péniszt, aztán megpróbáltam behelyezni magamnak...nem működött akárhogy igyekeztem. Aztán úgy döntöttem el kéne menekülnöm Osakába, és Isida péniszével maradni mindeközben, végül leugranék az Ikoma hegyről vele együtt."
Délután 4 órakor a rendőrök az álnévre gyanakodva, melyen beregisztrált elmentek a szobájához. "Ne legyenek olyan formálisak" mondta nekik "Önök Abe Szadát keresik, nem igaz? Nos én lennék az, én vagyok Abe Szada." Mivel a rendőrség nem volt meggyőződve róla, bizonyítékként megmutatta a levágott szerveket. Végül letartóztatták, és nyolcszor hallgatták ki. Mikor megkérdezték, miért távolította el a férfi nemi szerveit, így felelt: "Mivel a fejét vagy a testét nem tudtam volna elhozni. Azokat a részeket akartam magammal vinni, melyek a legélénkebb emlékeket idézik fel bennem." A vallatót meglepte Szada viselkedése, mikor megkérdezték, miért ölte meg Isidát: "Hirtelen izgatottá vált, és a szemei furcsán kezdtek el csillogni." A válasz az volt, hogy "Nagyon szerettem őt, magamnak akartam az egész énjét. De mivel nem voltunk házasok, míg életben volt, addig bármikor lehetett volna egy másik nő a karjaiban. Tudtam ha megölöm, egy nő sem érhet hozzá többé, így hát megöltem..." Megpróbálták megmagyarázni miért volt más Abe Szada esete másmilyen, a hozzá hasonló tucatnyi esettől Japánban, William Johnson válasza volt az, mely az egész nemzet képzeletét megragadta: "Gyilkolt, de nem féltékenységből, hanem szerelemből"
Marc Schreiber megjegyezte, hogy az incidens abban az időben történt, amikor a japán média túlzottan belemélyedt a szélsőséges katonai és politikai problémákba, beleértve a "február 26-i incidenst" és a "második kínai–japán háborút". Úgy vélte, ez a hatásvadász szexbotrány kapóra jött, mint egy nemzeti felszabadítás, a zavargó események idején.

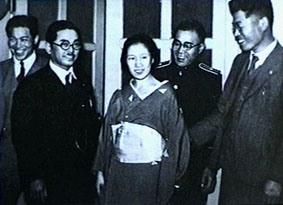
Fotó röviddel a letartóztatása után (1936. május 20.)

Mikor az eset részletei nyilvánosságra kerültek, pletykák kezdtek el keringeni arról, hogy Isida pénisze rendkívüli méretű volt, habár a felügyelő, aki kihallgatta Szadát, azt mondta "Isidának átlagos volt". Abe azt mondta "Nem a méret teszi az embert az ágyban. A technikák és a vágya, hogy a kedvemben legyen, ezek voltak azok, amiket szerettem benne". A letartóztatás után Isida nemi szervei a tokiói egyetem orvosi iskolájának patológiai múzeumába kerültek. A II. világháború vége után nem sokkal nyilvános bemutatásra kerültek, de azóta már nyomuk veszett.

## Meggyőződés és ítélet
Szada tárgyalásának első napja 1936. november 5-én volt, hajnali 5 körül már gyülekezett a tömeg, hogy részt vegyen rajta. Az ítélet kezdete előtt Abe így nyilatkozott: "amit a leginkább sajnálok a történtekben, hogy félre lettem értve, mint valamiféle szexuális perverz... Nem volt még egy olyan férfi az életemben, mint Isida. Voltak akiket szerettem, és akikkel lefeküdtem úgy, hogy nem kértem cserébe pénzt, de senki iránt nem éreztem úgy, mint iránta".
1936. december 21-én Szadát szándékos emberölés és hullacsonkítás vádjával elítélték, és bár az ügyész 10 évet követelt, Szada pedig úgy vélte halálbüntetés járna neki, végül csak 6 évet volt börtönben. A tokiói női fegyházba csukták be, mint 11-es számú fogoly. 1940. november 10-én enyhítettek a vádon, abból az okból, hogy akkor ünnepelték 2600. évfordulóját Japán mitikus alapításának. A gyilkosságot követő 5. évben 1941. május 17-én került szabadlábra. A rendőrség feljegyzése Szada kihallgatásáról és vallomásáról nemzeti bestsellerré vált 1936-ban.

## Késői élete
A börtönből kikerülve álnevet vett föl. Egy "komoly ember" szeretőjeként, akit "Y"-ként említ, először Ibaraki prefektúrába ment, majd Szaitama prefektúrájába. Mikor "Y" barátai rájöttek Szada valódi személyére, megszakított velük minden kapcsolatot.
A II. világháborút követően, azt remélve, hogy elterelhetik a nyilvánosság figyelmét a megszálló hatóságok politikájáról, és kritikájáról, a Josida-kormány támogatta a "3-S politikát"- "sport, screen, szex". A háború előtti írások, mint a "The Psychological Diagnosis of Abe Sada" (Abe Szada pszichológiai diagnózisa) (1937), úgy írnak Szadáról, mint egy példája a féktelen női szexualitás veszélyének, s mint egy fenyegetés a patriarchális rendszerre nézve. Ezekben az időszakokban úgy kezelték őt, mint a totalitarianizmus kritikusa. Oda Szakunoszuke, a buraiha író két történetet írt Szada alapján, 1949 júniusában pedig egy cikk arról szólt, hogy Szada megpróbálja tisztázni a nevét, miután egy köteg erotikus könyvben fel lett használva.
1946-ban Ango Szakagucsi író interjút készített Szadaval, úgy kezelve őt, mint a szabadság és szexualitás értelmében lévő hatalom. Úgy hívta "a gyengéd, melegszívű megmentő alakja a jövő generációjának". 1947-ben a "The Erotic Confessions of Abe Sada" (Abe Szada erotikus vallomásai) nemzeti bestsellerré vált, melyből 100 000 másolatot adtak el. A könyv a Szadával készített interjú formájában lett elkészítve, de valójában a rendőrségi kihallgatás bejegyzésein alapult. Szada miután úgy volt, hogy az interjú alapján lesz megírva, beperelte a szerzőt Icsiro Kimurát rágalmazásért és becsmérlésért. A per eredménye ismeretlen, de feltételezhető, hogy bíróságon kívül lett elintézve. Válaszként Szada megírta saját önéletrajzát "Memoirs of Abe Sada". Kimurával szemben, aki perverzként ábrázolta őt, a nő Isida iránti szerelmét hangsúlyozta ki. A magazin True Story (igaz történet) első kiadása 1948 januárjában, addig kiadatlan képeket szerepeltetett az incidensről, melynek főcíme "Ero-guro of the Century! First Public Release. Pictorial of the Abe Sada Incident." (A század ero-gurója! Az első nyilvános kiadás. Folyóirat az Abe Szada incidensről).
Szada hasznot húzva a hírhedtségéből, egy híres magazinnak adott interjút, ezen kívül megjelent egy több éve kezdődő (1947) utazó egyfelvonásos színpadi produkcióban Shōwa Ichidai Onna (egy nő a Shówa korban), melynek rendezője Nagata Micsihiko volt. 1952-ben a Hosikuszuiben kezdett el dolgozni, egy munkásosztályból való kocsmában Inari-csóban Tokió belvárosában. Alacsony színvonalú életet élt Tokió Sitaga szomszédságában az elkövetkezendő 20 évben, a szomszédos étterem egyesülete pedig neki adta a "mintaalkalmazott" díját.
1969-ben Szada felbukkant Teruo Ishii rendezte drámai dokumentumfilmjében az "Abe Szada incidens" részében. A film címe History of Bizarre Crimes by Women in the Meiji Taisho and Showa Eras (Nők által elkövetett bizarr bűncselekmények története a Meidzsi Taiso és Sóva korban), az utolsó fotó róla ez év augusztusában készült. 1970-ben eltűnt az emberek szeme elől. Mikor Osima Nagisza filmje "In the realm of the senses" (Az érzékek birodalma) tervbe lett véve 1970-ben, felkutatta Szadát, majd hosszas keresgélés után rátalált egy Kanszai-i apácazárdában. 1992-ben egy idősek otthonában látták.